# Snyderina
Snyderina is een geslacht van straalvinnige vissen uit de familie van napoleonvissen (Tetrarogidae).

## Soorten
- Snyderina guentheri (Boulenger, 1889)
- Snyderina yamanokami Jordan & Starks, 1901